# Maintenant, c'est ma vie
Cet article concerne le roman de Meg Rosoff. Pour le film adapté du roman, voir Maintenant c'est ma vie.
Maintenant, c'est ma vie (titre original : How I Live Now) est le premier roman de Meg Rosoff, publié en Angleterre en 2004 puis en France en 2006 dans la collection Wiz des éditions Albin Michel.

## Résumé
Elizabeth, surnommée « Daisy », est une adolescente américaine vivant à Manhattan. Elle part dans la campagne anglaise, en vacances chez ses cousins. Elle est heureuse de quitter sa belle-mère, qu'elle déteste. En Angleterre, elle fait la connaissance de ses cousins et cousines dont Piper, 9 ans, avec qui Daisy s'entend très bien d'emblée, et Edmond un jeune homme de 13 ans, dont elle tombe rapidement amoureuse.
Ces vacances idylliques sont perturbées par des attentats qui provoquent une Troisième Guerre mondiale. Ces adolescents sont alors livrés à eux-mêmes, puis séparés et envoyés en familles d'accueil. Avec Piper, Daisy n'a plus qu'un seul objectif : retrouver le reste de sa famille...

### Quatrième de couverture
- Collection Wiz des éditions Albin Michel :

« C'est une chose rare, si rare... un premier roman à la voix parfaitement maîtrisée, magique, un sans-faute. »

— Mark Haddon, auteur du Bizarre incident du chien pendant la nuit

« Tout a changé l'été où je suis partie en Angleterre passer quelque temps chez mes cousins. Un peu à cause de la guerre, qui a chamboulé pas mal de choses, évidemment, sauf que de toute façon, avant la guerre je ne me rappelle presque rien — pas de quoi écrire un livre, contrairement à ce qui va suivre. Non, si les choses ont changé c'est surtout à cause d'Edmond. Voilà ce qui s'est passé... »

« Ce premier roman de Meg Rosoff a bouleversé l'Angleterre et s'impose partout dans le monde comme un texte majeur de la littérature jeunesse. Finaliste des plus grands prix littéraires internationaux, il a remporté le prix Luchs en Allemagne, le prix Michael L. Printz aux États-Unis et le prix du Guardian en Angleterre. »

## Récompenses
- 2004 : Guardian Children's Fiction Prize
- 2005 : prix Michael L. Printz, (US)
- 2005 : prix Branford Boase du meilleur premier roman)
- 2005 : Der Luchs des Jahres

## Adaptations

### Radio
En 2007, le roman est adapté à la radio par Elizabeth Burke. Dirigée par Kate McAll et mise en musique John Hardy, cette adaptation comprend 5 parties de 15 minutes chacune. Elle est diffusée en novembre 2007 durant l'émission 15 Minute Drama sur BBC Radio 4.

### Cinéma
Une adaptation, présentant de nombreuses différences avec l'œuvre originale, est sortie en 2013.